# Oakengates
Oakengates – miasto w Wielkiej Brytanii, w Anglii, w regionie West Midlands, w hrabstwie Shropshire.
W 2001 r. miasto to zamieszkiwało 8 517 osób.